# Український допомоговий комітет у Римі
Український допомоговий комітет у Римі — заснований по закінченні війни у 1945 комітет, завданням якого була допомога українським біженцям, що опинилися в Італії, полоненим і студентам. Засновник і голова — єп. Іван (Бучко), співробітники оо. Іван (Прашко), Ю. Миляник, М. Ваврик та ін., секретар П. Поліщук.
Матеріальну допомогу (одягом, харчами і грішми) одержувано переважно з фондів Ватикану. Опіка над полоненими вояками з Дивізії «Галичина» (бл. 10 000) у таборі біля Ріміні полягала у зв'язках з ватиканськими, італійськими та міжнародними колами, налагодженні листування та постачання підручників і приладдя для таборових шкіл. Після переїзду полонених до Англії та виїзду біженців за океан діяльність Комітету припинилася (1970). Харитативні обов'язки перебрала на себе Апостольська візитатура для українців у Західній Європі — архієпископ Бучко та його секретар о. М. Марусин.